# Sehe Dich Istanbul, meine Augen geschlossen
Sehe Dich Istanbul, meine Augen geschlossen ist ein von Andreas Ammer und Saam Schlamminger realisiertes medienkünstlerisches Werk. Seine Ursendung hatte es am 4. April 2008 im Bayerischen Rundfunk. Im selben Jahr erschien es auch auf einer Audio-CD.

## Herkunft des Titels
Der Titel des Werks geht auf das Gedicht İstanbulu dinliyorum von Orhan Veli Kanık zurück.

## Konzept
Der akustisch-musikalische Hintergrund des 48-minütigen Hörstücks, das zunächst den Titel Bad News/Good Moods - Electric Field Recordings Part 1: Istanbul trug, besteht aus von Ammer und Schlamminger mit elektrischen Aufzeichnungsgeräten in den Straßen Istanbuls aufgenommenem Material. Den erzählerischen Kern bildet eine Istanbuler Liebesgeschichte, die von Feridun Zaimoglu erzählt wird. Neben Zaimoglu sind in dem Stück im Tondokument Sezer Duru, Amed Dogan, Sema Moritz, Süren Asatryan und Birol Topaloğlu zu hören. Sprecherparts übernahmen Sarah Viktoria Frick, Lukas Graser, Ueli Jäggi, Siggi Schwientek, Friederike Pöschel.
Sehe Dich Istanbul, meine Augen geschlossen geht auf ein Konzept der Macher zurück (Bad News/Good Moods - Electric Field Recordings), „Klänge, die Menschen und die Musik an den Orten (hörbar zu machen), die gemeinhin nur als Kulisse für schlechte Nachrichten vorkommen“. So meinte man „das Portrait eines freundlichen Planeten (zeichnen zu können), entstanden an den vermeintlich schlimmsten Orten des Morgenlandes.“ Konzeptgleiche Hörspiele sollten aus Ramallah, Karadschi und Kabul folgen.

## Produktionsdetails
Produzent war der Erstsendende BR, für die Tonträgerveröffentlichung zeichnen daneben intermedium records und Strunz! Enterprises verantwortlich.

## Rezensionen
Martin Büsser rezensierte das Hörbuch in intro.de freundlich: „Feridun Zaimoglu kehrt nach Istanbul zurück und erinnert sich an seine Kindheit. Wie er damals durch die Gassen geschlendert ist, einen Sesamring und ein Stück Schafskäse in der Hand. Es war das Jahr, in dem er sich zum ersten Mal in seinem Leben heftig verlieben sollte“, fasst er die Handlung des Spiels, soweit sie am Wort fest zu machen ist, zusammen. Es sei „eine einzige Liebeserklärung, poetisch und suggestiv, durchdrungen von den Klängen einer Metropole, die keine Ruhe kennt. (...) Das Hörspiel lässt einen mit vielen offenen Fragen und ebenso vielen schönen Klängen im Kopf zurück.“ Tobias Lehmkuhl von der Süddeutschen Zeitung bespricht das Hörwerk ebenfalls positiv und stellt fest, es bleibe „bei aller Kontinuität, doch stetig in Bewegung und vermag durch seine akustische Offenheit immer aufs Neue zu irritieren.“